# 慈祐
慈祐（英語：Tsz Yau，代號M21）是香港元朗區議會下轄的選區，1999年設立，當時稱為天慈（英語：Tin Tsz），2003年採用現名，2023年取消，末任區議員為獨立民主派人士陳美蓮。

## 範圍
選區位於天水圍新市鎮南部，包括天慈邨、天麗苑以及天祐苑祐康閣、祐寧閣，與其相連的選區有屏山北、嘉湖北、耀祐、天耀和嘉湖南。2003年選舉事務處將耀祐選區分拆，其中耀祐與天慈選區合併的部份改稱慈祐，當時代號為M24，2011年開始改為M23。2015年選區劃界再度更改，加入了原屬嘉湖南選區的天麗苑，原屬本區的天祐苑祐泰閣及天耀(二)邨的其中三幢樓宇（耀華樓、耀豐樓、耀澤樓），則改劃入第二代的耀祐選區。

## 沿革
1999年區議會選舉，以天慈邨、天麗苑劃為天慈選區，由於兩個屋苑都是剛剛入伙，未能登記為本區選民，選舉由民建聯李錦文以726票多於民主黨黃鳳珠587票及獨立候選人黃志輝408票當選。
2003年區議會選舉，由於八萬五建屋計劃的關係，大量公屋和居屋在天水圍落成，導致大量人口遷入因而要騰出選區以應付，原有耀祐、天耀選區的東面部份與天慈選區合併為慈祐選區。當時選區估算約23,807人，其中有10,343位選民，投票站設於道慈佛社楊日霖紀念學校和原屬天耀選區範圍的天水圍官立中學。議席由無黨派人士陳美蓮與由天耀選區轉戰慈祐選區民建聯成員黃祥光爭奪，最終陳美蓮以2,248票勝出。
2007年區議會選舉，當時選區人口估算約22,457人，其中有11,098位選民，尋求連任的陳美蓮參選，再度遇上民建聯成員的挑戰，對手是嚴國強，最終陳美蓮以2,009票擊敗對手。由於其他民主派候選人於天水圍其他選區相繼落敗，陳成為天水圍唯一的民主派議員。
2011年區議會選舉，當時人口估算約21,596人，其中有12,697位選民，陳美蓮再次參選，對手是報稱獨立的馬淑燕，最終陳美蓮以2,459票擊敗取得2,069票的馬淑燕，再次成功連任。
2015年區議會選舉，馬淑燕轉戰第二代的耀祐選區，尋求連任的陳美蓮對上民建聯成員程容輝，最終陳美蓮以2,438票擊敗取得1,345票的程容輝，再次成功連任。
2019年區議會選舉，陳美蓮再度參選，對手是民建聯成員蘇淵，最終陳美蓮以4,238票擊敗取得2,376票的蘇淵，再次成功連任。值得一提，在應屆選舉中，陳美蓮是天水圍內唯一一名角逐連任成功的區議員。由於建制派候選人於天水圍其他選區相繼連任失敗，天水圍由自2008年起只有陳一名民主派議員，變成全為民主派執政的局面。
2021年10月8日區議員宣誓後，政府晚上宣布元朗區議會所有出席的民主派議員，包括陳美蓮的宣誓資格存疑，要求提供額外資料解釋。陳美蓮其後於10月11日宣佈辭任。

## 歷屆議員
| 屆別                   | 議員   | 政治聯繫 | 政治聯繫 |
| ---------------------- | ------ | -------- | -------- |
| 2000年－2003年         | 李錦文 |          | 民建聯   |
| 2004年－2007年         | 陳美蓮 |          | 無黨籍   |
| 2008年－2011年         | 陳美蓮 |          | 無黨籍   |
| 2012年－2015年         | 陳美蓮 |          | 無黨籍   |
| 2016年－2019年         | 陳美蓮 |          | 無黨籍   |
| 2020年－2021年10月10日 | 陳美蓮 |          | 無黨籍   |
| 2021年10月11日－2023年 | 懸空   | 懸空     | 懸空     |

## 歷屆選舉結果
| 政党   | 政党             | 候选人    | 票数  | %     | ±      |
| ------ | ---------------- | --------- | ----- | ----- | ------ |
|        | 獨立             | ①. 陳美蓮 | 4,238 | 64.08 | ▼0.37  |
|        | 民建聯/新 新社聯 | ②. 蘇淵   | 2,376 | 35.92 | 不適用 |
| 多数票 | 多数票           | 多数票    | 1,862 | 28.16 | ▼0.73  |

| 政党   | 政党   | 候选人    | 票数  | %     | ±      |
| ------ | ------ | --------- | ----- | ----- | ------ |
|        | 無黨派 | ①. 陳美蓮 | 2,438 | 64.45 | ▲10.14 |
|        | 民建聯 | ②. 程容輝 | 1,345 | 35.55 | 不適用 |
| 多数票 | 多数票 | 多数票    | 1,093 | 28.89 | ▲20.28 |

| 政党   | 政党   | 候选人    | 票数  | %     | ±      |
| ------ | ------ | --------- | ----- | ----- | ------ |
|        | 民建聯 | ①. 馬淑燕 | 2,069 | 45.69 | 不適用 |
|        | 無黨派 | ②. 陳美蓮 | 2,459 | 54.31 | ▲0.65  |
| 多数票 | 多数票 | 多数票    | 390   | 8.61  | ▲1.29  |

| 政党   | 政党   | 候选人    | 票数  | %     | ±      |
| ------ | ------ | --------- | ----- | ----- | ------ |
|        | 民建聯 | ①. 嚴國強 | 1,735 | 46.34 | 不適用 |
|        | 無黨派 | ②. 陳美蓮 | 2,009 | 53.66 | ▼1.70  |
| 多数票 | 多数票 | 多数票    | 274   | 7.32  | ▼3.39  |

| 政党   | 政党   | 候选人    | 票数  | %     | ±      |
| ------ | ------ | --------- | ----- | ----- | ------ |
|        | 無黨派 | ①. 陳美蓮 | 2,248 | 55.36 | 不適用 |
|        | 民建聯 | ②. 黃祥光 | 1,813 | 44.64 | 不適用 |
| 多数票 | 多数票 | 多数票    | 435   | 10.71 | 不適用 |

| 政党   | 政党   | 候选人    | 票数 | %     | ±      |
| ------ | ------ | --------- | ---- | ----- | ------ |
|        | 民主黨 | ①. 黃鳳珠 | 587  | 34.11 | 新選區 |
|        | 民建聯 | ②. 李錦文 | 726  | 42.18 | 新選區 |
|        | 無黨派 | ③. 黃志輝 | 408  | 23.71 | 新選區 |
| 多数票 | 多数票 | 多数票    | 139  | 8.08  | 新選區 |